# Man's Genesis
Man's Genesis é um curta-metragem norte-americano de 1912, do gênero drama, dirigido por D. W. Griffith. Cópia do filme encontra-se conservada no arquivo nacional de cinema da Biblioteca do Congresso, em Washington, D.C.